# Sluzk
Sluzk (belarussisch Слуцк oder Слуцак, russisch Слуцк, polnisch Słuck, litauisch Sluckas, jiddisch סלוצק Slutsk) ist eine Stadt in Belarus am Fluss Slutsch in der Minskaja Woblasz mit 61.444 Einwohnern (2009).

## Geschichte
Sluzk ist eine der ältesten Städte der Rus und wurde bereits im Jahre 1116 erstmals erwähnt. 1160 wurde sie Hauptstadt des selbstständigen Fürstentums Sluzk. Vom 14. Jahrhundert bis zur Zweiten Teilung Polens 1793 gehörte sie als Teil der Woiwodschaft Nowogródek zum Großfürstentum Litauen bzw. der Polnisch-Litauischen Adelsrepublik. Im 17. Jahrhundert war die Stadt berühmt wegen der so genannten Sluzker Gürtel, die von den Adligen im ganzen Reich getragen wurden.
Von 1793 bis 1917 war Sluzk als Kreisstadt Teil des Gouvernements Minsk innerhalb des Russischen Reiches. 1915 richtete im Zuge des Ersten Weltkrieges der Stab der 2. russischen Armee sein Hauptquartier in der Stadt ein.
Im Februar 1918 wurde die Stadt von deutschen Truppen besetzt. Im gleichen Jahr wurde das weißrussische Nationalkomitee in der Stadt gegründet. Nach der Vertreibung der weißrussischen Nationalisten durch bolschewistische Kräfte wurde Sluzk am 1. Januar 1919 erstmals Teil der Weißrussischen SSR. Am 27. Februar 1919 wurde Sluzk in die kurzlebige Litauisch-Weißrussische SSR eingegliedert.
Vom 10. August 1919 bis zum 15. Juli 1920 wurde die Stadt während des Polnisch-Sowjetischen Krieges von polnischen Truppen besetzt. Im November und Dezember 1920 wurde Sluzk zum Zentrum eines antibolschewistischen Aufstandes. Nach der Niederschlagung des Aufstandes gehörte Sluzk im Zeitraum von 1921 bis 1991 zur Weißrussischen SSR innerhalb der Sowjetunion, unterbrochen von drei Jahren deutscher Besatzung.
Kurz nach dem Ausbruch des Deutsch-Sowjetischen Krieges wurde Sluzk von deutschen Truppen erobert. Ende Oktober 1941 wurden unter Leitung des Polizeimajors Franz Lechthaler durch das deutsche Reserve-Polizei-Bataillon 11, das der 707. Infanterie-Division der Wehrmacht unterstellt war, im Raum Sluzk-Klezk Massaker verübt, bei denen 5900 Juden ermordet wurden.
Am 5. Februar 1943 ordnete der Kommandeur der Sicherheitspolizei Eduard Strauch die Liquidierung des dortigen Ghettos an; in den Folgetagen ermordeten die Einsatzkräfte unter Mitwirkung von Angehörigen einer lettischen Freiwilligenkompanie mindestens 3100 Juden aus Sluzk.
Am 8. März 1944 wurde die Stadt von Adolf Hitler zu einem „Festen Platz“ erklärt. Im Gegensatz zu vielen anderen „Festen Plätzen“ wurde Sluzk von deutschen Truppen nicht erbittert verteidigt und am 30. Juni 1944 von sowjetischen Truppen im Zuge der Operation Bagration zurückerobert. Während des Zweiten Weltkriegs wurden die meisten historischen Bauten der Stadt zerstört.
Seit 1991 ist Sluzk ein Teil des Staates Belarus.

## Wappen
Beschreibung: In Blau steht ein silberner aufbäumender Pegasus mit roter Satteldecke, auf der eine goldene Krone über ein Monogramm schwebt, auf einem aufgebogenen grünen Schildfuß.

## Sport
In der Stadt ist der Fußballclub FK Sluzk beheimatet.

## Söhne und Töchter der Stadt
- Witold Zeraski (1849–1925), russischer Astronom
- Jehudo Epstein (1870–1945), Maler
- Romuald Iodko (1894–1974), russisch-sowjetischer Bildhauer und Hochschullehrer
- Boris Ignatowitsch (1899–1976), sowjetischer Fotograf
- Semjon Kosberg (1903–1965), sowjetischer Flugzeug- und Raketeningenieur
- Lidsija Jarmoschyna (* 1953), Vorsitzende der zentralen belarussischen Kommission für Wahlen und Referenden
- Juri Schewzow (* 1959), Handballtrainer und ehemaliger Handballspieler
- Michail Jakimowitsch (* 1967), Handballspieler
- Nastassja Prakapenka (* 1985), Pentathletin
- Aljaksej Kischou (* 1986), Handballtorwart
- Nastassja Mirontschyk-Iwanowa (* 1989), Weitspringerin